# سيريوس سام: فوضى سيبيريا
سيريوس سام: فوضى في سيبيريا هي لعبة تصويب من منظور الشخص الأول لعام 2022 تم تطويرها بواسطة Timelock Studio و كروتيم، ونشرتها ديفولفر ديجيتال. كتوسُّع مستقل لـ سيريوس سام 4، تم إصدار اللعبة في 25 يناير 2022.

## روابط خارجية
- الموقع الرسمي

قالب:Serious Sam